# 弗特威克
弗特威克（英語：Flitwick）是英格蘭貝德福德郡的一個城市。2008年，弗特威克有人口12,700人。